# Marchese (constructor)
 Marchese  va ser un constructor estatunidenc de cotxes de competició.
Marchese va competir al campionat del món de la Fórmula 1 a 2 temporades, les dels anys 1950 i 1951.
Va disputar només la cursa del Gran Premi d'Indianapolis 500, no competint a cap més prova del campionat del món de la F1.

## Resultats a la F1
| Temporada | Pilot           | G. Sortida | Classificació | Punts | Retirada | Resultats |
| --------- | --------------- | ---------- | ------------- | ----- | -------- | --------- |
| 1950      | Myron Fohr      | 16         | 11            |       |          | Resultats |
| 1951      | Chuck Stevenson | 20         | 19            |       | Foc      | Resultats |

## Palmarès a la F1
- Curses: 2
- Victòries: 0
- Podiums: 0
- Punts: 0